# Thryptomene australis
Thryptomene australis är en myrtenväxtart som beskrevs av Stephan Ladislaus Endlicher. Thryptomene australis ingår i släktet Thryptomene och familjen myrtenväxter.

## Underarter
Arten delas in i följande underarter:
- T. a. australis
- T. a. brachyandra